# Pachnobia fuscogrisea
Pachnobia fuscogrisea là một loài bướm đêm trong họ Noctuidae.